# Nazionale femminile di pallacanestro del Portogallo
La nazionale femminile di pallacanestro del Portogallo rappresenta il Portogallo nelle competizioni internazionali di pallacanestro gestite dalla FIBA. È sotto il controllo della Federazione cestistica del Portogallo.

## Storia
Nazionale di terza fascia, non ha mai partecipato ad Olimpiadi, Mondiali e Campionati Europei. In quest'ultima competizione, il cammino si è fermato sempre nei gironi di qualificazione, non riuscendo mai a raggiungere la fase finale.
Ha partecipato agli Europei di Division B.

## Nazionali giovanili
- Selezioni giovanili della nazionale di pallacanestro femminile del Portogallo